# Centaurea sarfattiana
Il fiordaliso di Sarfatti (Centaurea sarfattiana Brullo, Gangale & Uzunov, 2004) è una pianta, angiosperma dicotiledone, appartenente alla famiglia delle Asteraceae.

## Descrizione
Formula fiorale: */x K {\displaystyle \infty }, [C (5), A (5)], G 2 (infero), achenio

## Distribuzione e habitat
È una specie endemica della Sila.

### Fitosociologia
Per l'areale completo italiano Centaurea sarfattiana appartiene alla seguente comunità vegetale:
Macrotipologia: vegetazione delle praterie
Classe: Festuco valesiacae-Brometea erecti Br.-Bl. & Tüxen ex Br.-Bl., 1949
Ordine: Anthemidetalia calabricae Brullo, Scelsi & Spampinato, 2001
Alleanza: Koelerio brutiae-Astragalion calabrici Giacomini & Gentile ex Brullo, Gangale & Uzunov, 2004
Descrizione: l'alleanza Koelerio brutiae-Astragalion calabrici è relativa alla vegetazione di tipo spinoso con habitus a pulvino endemica dei monti della Sila su substrato granitico sulle creste ventose a quote di 1.000 - 1.500 metri. Distribuzione: l’alleanza Koelerio brutiae-Astragalion calabrici è endemica della Sila e della Calabria settentrionale.
Specie presenti nell'associazione:  Astragalus calabricus, Plantago serpentina, Armeria brutia, Centaurea sarfattiana, Thymus longicaulis, Helianthemum nummularium, Petrorhagia saxifraga, Chamaecytisus spinescens, Hypericum calabricum, Anthemis calabrica, Bunium petraeum, Silene sicula, Festuca circummediterranea, Festuca curvula, Festuca rubra, Potentilla calabra, Genista silana, Koeleria splendens, Avenula praetutiana e Plantago serpentina.

## Tassonomia
La famiglia di appartenenza di questa voce (Asteraceae o Compositae, nomen conservandum) probabilmente originaria del Sud America, è la più numerosa del mondo vegetale, comprende oltre 23.000 specie distribuite su 1.535 generi, oppure 22.750 specie e 1.530 generi secondo altre fonti (una delle checklist più aggiornata elenca fino a 1.679 generi). La famiglia attualmente (2021) è divisa in 16 sottofamiglie.
La tribù Cardueae (della sottofamiglia Carduoideae) a sua volta è suddivisa in 12 sottotribù (la sottotribù Centaureinae è una di queste).
Il genere Centaurea elenca oltre 700 specie distribuite in tutto il mondo, delle quali un centinaio sono presenti spontaneamente sul territorio italiano.

### Filogenesi
La classificazione della sottotribù rimane ancora problematica e piena di incertezze. Il genere di questa voce è inserito nel gruppo tassonomico informale Centaurea Group formato dal solo genere Centaurea. La posizione filogenetica di questo gruppo nell'ambito della sottotribù è definita come il "core" della sottotribù; ossia è stato l'ultimo gruppo a divergere intorno ai 10 milioni di anni fa.
La specie di questa voce fa parte del "Ciclo polimorfo di C. deusta". Le piante di questo gruppo si presentano da verdi a bianco-verdastre; le appendici delle brattee involucrali sono intere, dentate o lacerate e sono chiaramente separate (tramite una strozzatura) dal corpo sottostante della squama (appendici non decorrenti) e all'apice è presente una singola spina (oppure le brattee sono inermi); i fiori sono colorati di rosso-vinoso: il pappo è presente ma è breve.
Le seguenti specie (tutte distribuite nel Sud dell'Italia) appartengono al gruppo polimorfo Centaurea deusta. Secondo Pignatti tutto il gruppo necessita di uno studio monografico approfondito.
Centaurea aspromontana  Brullo, Scelsi & Spamp.
Centaurea brulla  Greuter
Centaurea calabra  G.Caruso, S.A.Giardina, Raimondo & Spadaro
Centaurea ionica  Brullo
Centaurea nobilis  (E.Groves) Brullo
Centaurea pentadactyli  Brullo, Scelsi & Spamp.
Centaurea poeltiana  Puntillo
Centaurea sarfattiana  Brullo, Gangale & Uzunov
Centaurea scillae  Brullo
Centaurea tenacissima  (Groves) Brullo